# Патрокл

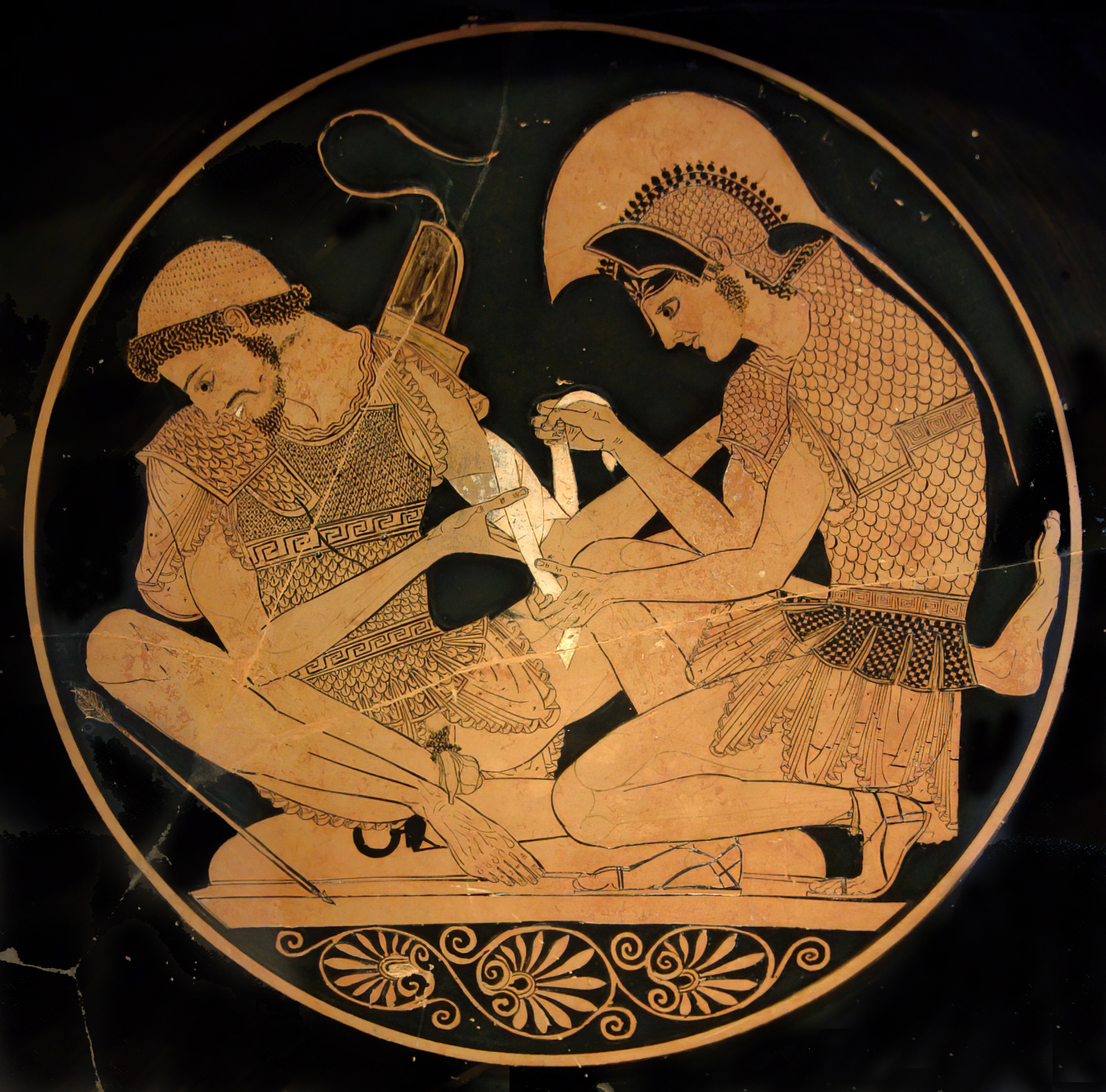
Чаша із зображенням Ахілла, який перев'язує руку Патроклу

Патро́кл (грец. Patroklos) — один із головних учасників Троянської війни, друг Ахіллеса, син аргонавта Менетія, зведеного брата Еака. В юності Патрокл під час гри ненароком убив одного з своїх товаришів і щоб уникнути помсти його родичів, утік разом з батьком у Фтію до Пелея, який виховав Патрокла разом із своїм сином Ахіллесом. Коли після сварки з Агамемноном Ахіллес відмовився від воєнних дій, Патрокл теж не хотів брати участі у війні з троянцями. Але після того, як греки почали зазнавати від троянців поразки за поразкою, Патрокл випросив у Ахіллеса його обладунок і відбив троянців від грецького табору. Переслідуючи ворогів, поліг від руки Гектора під мурами Трої. Коли загинув Патрокл, розгніваний Ахіллес вступив у бій і знищив чимало троянців. Міф про Патрокла подає «Іліада». Над поховальним вогнищем героя було принесено в жертву дванадцять полонених троянських юнаків. За однією з версій, боги подарували Патроклові безсмертя й перенесли на острів Левка, де після смерті перебував Ахіллес.
Збереглося кілька античних зображень героя. Найвідоміша флорентійська мармурова скульптура «Менелай з тілом Патрокла».

## Дивіться також
Ахілл та Патрокл